# Volta Ciclística Internacional do Estado de São Paulo 2014
A Volta Ciclística Internacional do Estado de São Paulo 2014 (também chamada Tour do Brasil) foi a 10ª edição da Volta Ciclística de São Paulo, competição ciclística profissional por etapas realizada no estado do São Paulo, disputada de 9 a 16 de fevereiro. A competição teve 8 etapas, percorrendo uma distância total de 929 kms, e teve início em Barueri, terminando na cidade de São Paulo. A competição foi um evento 2.2 no circuito UCI America Tour e foi um evento de classe 1 no Calendário Brasileiro de Ciclismo.
A prova havia sido inicialmente planejada para ocorrer em outubro de 2013, mesmo mês no qual as edições de 2010, 2011 e 2012 haviam sido realizadas. Entretanto, o evento sofreu uma mudança de data, sendo adiado para fevereiro de 2014. Com isso, não houve edição da prova em 2013. Comparado às três últimas edições, nos quais a rota havia sido quase a mesma, a edição de 2014 trouxe várias mudanças. A etapa de montanha de Campos do Jordão foi retirada do percurso, sendo substituída por duas etapas de montanha, em Águas de Lindóia e Monte Verde (MG). Esta etapa também marcou a primeira vez que a prova saiu do estado de São Paulo. A 2ª etapa, com chegada em Botucatu, também é considerada difícil, apresentando uma subida a apenas 10 quilômetros da chegada.
Outra mudança é que, além da competição normal, válida pelo UCI America Tour, a última etapa também foi válida como a edição 2014 da Copa da República de Ciclismo, prova de nível nacional de classe 3 no Calendário Brasileiro de Ciclismo, tendo trófeus e premiações separadas das do evento normal.
Magno Prado Nazaret (Funvic Brasilinvest-São José dos Campos) defendeu seu título da edição anterior e venceu a classificação geral, tornando-se bicampeão da prova. Seu companheiro de equipe Alex Diniz foi o 2º, 1 minuto e 27 segundos após Nazaret, enquanto João Marcelo Gaspar (Ironage - Colner) fechou o pódio, com uma diferença de 2 minutos e 29 segundos para Nazaret. A Funvic assumiu a liderança da prova logo na primeira etapa, vencida por uma fuga de 5 ciclistas - 4 deles da Funvic - com a vitória de etapa e a liderança indo para Flávio Cardoso. No dia seguinte, o colombiano Juan Sebastian Tamayo conquistou a segunda vitória da Funvic, enquanto a liderança foi para seu companheiro de equipe Alex Diniz. Magno Prado Nazaret venceria as duas etapas seguintes, consolidando a liderança da prova na 4ª etapa, o contra-relógio individual, após a qual mantinha uma vantagem de quase 2 minutos para o 2º colocado.
João Marcelo Gaspar (Ironage - Colner) quebrou a hegemonia da equipe de São José dos Campos vencendo a 5ª etapa, a primeira etapa de montanha da prova, e José Eriberto garantiu a segunda vitória consecutiva da Ironage ao vencer a 6ª etapa escapado. Na 7ª etapa, a segunda etapa de grande montanha, o colombiano Walter Pedraza (EPM - UNE) conquistou a única vitória de etapa de uma equipe estrangeira; Magno Nazaret administrou sua vantagem nessas três etapas e manteve a liderança com uma margem confortável para os demais. A última etapa, válida também como a Copa da República de Ciclismo, foi a única a ser decidida no sprint, sendo vencida por Nilceu dos Santos.
A classificação por pontos foi vencida por Alex Diniz, que assumiu a liderança dessa classificação logo na segunda etapa e manteve-a até o fim. João Marcelo Gaspar (Ironage - Colner) triunfou na classificação de montanha, a qual liderou de ponta a ponta, e na classificação sub-23, a qual liderou em todas menos na 2ª etapa. A Funvic Brasilinvest-São José dos Campos venceu a classificação por equipes com folga, também liderando essa competição do início ao fim. No total, a equipe conquistou 4 das 8 vitórias de etapa e liderou a classificação geral individual durante toda a prova, repetindo a dobradinha na classificação geral da edição anterior do evento.

## Classificação e Bonificações
A Classificação Geral Individual é a principal da competição. É atribuída calculando-se o tempo total gasto por cada corredor, isto é, adicionando-se os tempos de cada etapa. O corredor com o menor tempo é considerado o líder no momento, e, ao final do evento, é declarado o vencedor geral do Tour. Durante a corrida, o líder da classificação geral usa uma camisa amarela. Na Volta Ciclística de São Paulo 2014, os 3 primeiros colocados de cada etapa recebem bônus de 10, 6 e 4 segundos. Bônus de 3, 2 e 1 segundos são dados aos 3 primeiros ciclistas em cada meta volante.
 A camisa branca com bolas azuis é atribuída ao líder da Classificação por Pontos, ou metas, que podem ser conquistados no fim das etapas ou durante estas por meio das metas volantes que ocorrem durante a etapa. Os 5 primeiros colocados em cada etapa recebem 10, 7, 5, 3 e 2 pontos, respectivamente. Os 3 primeiros ciclistas em cada meta volante recebem 5, 3 e 2 pontos.
 Ao líder da Classificação de Montanha, é atribuída a camiseta branca com bolas vermelhas. No topo das subidas categorizadas da prova, atribuem-se pontos aos primeiros a chegar no topo; quem tiver mais pontos é o líder de montanha. Na Volta Ciclística de São Paulo 2014, as subidas eram classificadas em 3 categorias. Os primeiros 3 ciclistas a atingir o ápice de cada subida recebem pontos para a classificação de montanha de acordo com a categoria:
- Categoria 1: 9, 7, 6 pts
- Categoria 2: 7, 5, 4 pts
- Categoria 3: 5, 3, 2 pts

 A camisa branca é atribuída ao líder da Classificação Sub-23, que funciona do mesmo modo da classificação geral, mas somente é competida pelos ciclistas abaixo dos 23 anos de idade.
Por fim, a Classificação de Equipes soma os tempos dos 3 primeiros ciclistas de cada equipe em cada etapa. Como na classificação geral, a equipe com menor tempo é a vencedora.

## Etapas
A prova foi realizada em 8 etapas, percorrendo 933 quilômetros (949 quilômetros incluindo trechos controlados). Comparado às três últimas edições, nos quais a rota havia sido quase a mesma, a edição de 2014 trouxe várias mudanças. Entre as cidades que sediaram largadas ou chegadas de etapa, Sorocaba, Atibaia e São Paulo foram as únicas cidades que permaneceram no evento em 2014.
A etapa de montanha de Campos do Jordão, com chegada no alto, foi removida da prova. Em seu lugar, duas etapas de montanha, ambas com chegada no alto, foram adicionadas: a 5ª etapa, que chegou em 1.177 metros de altitude em Águas de Lindóia, em uma subida de primeira categoria de 9 quilômetros de distância a 5,4% de inclinação; e a 7ª etapa, chegando em Monte Verde (Minas Gerais), a 1554 metros de altitude. Nessa etapa, que marcou a primeira vez que a prova saiu do estado de São Paulo, o pelotão enfrentou mais de 15 quilômetros de subida, com a inclinação de diversos trechos ultrapassando os 10% de média. Os últimos 10 quilômetros eram parcialmente planos, embora a meta de montanha estivesse localizada apenas na linha de chegada, em Monte Verde. Além dessas, a 2ª etapa, com chegada em Botucatu, apresentava uma subida de 7 quilômetros a 5,2% de inclinação cujo topo localizava-se a 10 quilômetros da chegada, e era considerada outra etapa difícil.
As demais etapas permaneceram com altimetrias similares. A 1ª, a 3ª e 8ª etapas eram considerada planas, como as do ano anterior; a 4ª etapa foi um contra-relógio individual de 25,8 quilômetros, ao passo que a rota em 2012 apresentou um contra-relógio individual de 23 quilômetros; e a 6ª etapa, tanto em 2012 como em 2013, chegou em Atibaia, em uma subida de 1 quilômetro em paralelepípedos válida como uma meta de montanha de categoria 2.
| Etapa | Data         | Trajeto                    | Distância | Tipo           | Tipo          | Vencedor              |
| ----- | ------------ | -------------------------- | --------- | -------------- | ------------- | --------------------- |
| 1     | 9 fevereiro  | Barueri - Sorocaba         | 103 km    |                | Plano         | Flávio Cardoso        |
| 2     | 10 fevereiro | Sorocaba - Botucatu        | 144 km    |                | Acidentado    | Juan Sebastian Tamayo |
| 3     | 11 fevereiro | Botucatu - Brotas          | 146 km    |                | Plano         | Magno Prado Nazaret   |
| 4     | 12 fevereiro | Brotas (CRI)               | 25,8 km   | Contrarrelógio | CR individual | Magno Prado Nazaret   |
| 5     | 13 fevereiro | Brotas - Águas de Lindóia  | 192 km    |                | Montanha      | João Marcelo Gaspar   |
| 6     | 14 fevereiro | Lindóia - Atibaia          | 159 km    |                | Acidentado    | José Eriberto         |
| 7     | 15 fevereiro | Atibaia - Monte Verde (MG) | 98 km     |                | Montanha      | Walter Pedraza        |
| 8     | 16 fevereiro | São Paulo (circuito)       | 66 km     |                | Plano         | Nilceu dos Santos     |

## Equipes
Para a lista de participantes, ver Participantes da Volta Ciclística de São Paulo 2014
A competição reuniu 20 equipes, sendo 14 nacionais e 6 estrangeiras, totalizando 151 atletas de 12 países. As 5 primeiras equipes no Ranking Brasileiro de Ciclismo de 2013 tiveram convites assegurados para a prova, enquanto as outras 9 foram convidadas a critério da organização. Cada equipe podia inscrever entre 5 e 8 ciclistas, com um limite de um atleta estrangeiro para as equipes nacionais.
| - Equipes Nacionais São Francisco Saúde - Ribeirão Preto Equipe UFF de Ciclismo Funvic Brasilinvest - São José dos Campos Clube DataRo de Ciclismo - Bottecchia Ironage - Colner São Lucas Saúde - Giant - Americana GRCE Memorial - Prefeitura de Santos Brasilinvest - Suzano - Eqmax Velo - Seme Rio Claro Avaí - FME Florianópolis Barueri - Penks - New Millen - Maxxis - DKS ADF - Bauducco - JKS - SIL Route Bike Giant Team Associação Radical Sports Club - Boituva | - Equipes Internacionais Androni Giocattoli - Venezuela EPM - UNE 4-72 Colombia OFM - Quinta da Lixa - Goldentimes Start - Trigon Cycling Team Seleção da Rússia |

Entre os ciclistas que participaram, estavam 6 dos 8 vencedores em edições anteriores: Antônio Nascimento (Suzano - DSW Automotive), vencedor da primeira edição, em 2004, Alex Diniz (Funvic Brasilinvest-São José dos Campos), que venceu em 2006, Marcos Novello (GRCE Memorial - Prefeitura de Santos), vencedor em 2007, Gregory Panizo (Clube DataRo de Ciclismo), até então, o maior vencedor da prova com 2 vitórias, em 2008 e 2010, José Eriberto (Ironage - Colner), vencedor em 2011, e o então atual campeão Magno Prado Nazaret (Funvic Brasilinvest-São José dos Campos), vencedor da edição anterior, em 2012. Dos 10 primeiros colocados na classificação geral da última edição, somente Renato Seabra (4º colocado), Leandro Messineo (6º) e Diego Ares (10º) não participaram.
Também participaram da prova Edgardo Simon (Ironage - Colner), até então, o maior vencedor de etapas da competição, com 6 vitórias, e maior vencedor da classificação por pontos, a qual venceu em duas oportunidades (2008 e 2010). Simon e Fabiele Mota (ADF - Bauducco - Guarulhos), que venceu a classificação por pontos em 2005, foram os únicos vencedores anteriores dessa classificação presentes na prova em 2014.
Outros nomes de peso incluíam Óscar Sevilla, vencedor do Tour do Rio 2013 e da Vuelta a Colombia 2013, e Edwar Ortiz, 3º colocado no Tour do Rio 2013, ambos da EPM-UNE; Gustavo Veloso (OFM - Quinta da Lixa), 2º colocado na Volta a Portugal de 2013 e no Tour do Rio 2013;; e Kenny van Hummel (Androni Giocattoli - Venezuela), velocista que competiu em 2012 e 2013 por uma equipe World Tour (mais alto escalão do ciclismo) e participou do Tour de France por duas vezes.

## Resultados

### Etapa 1:Barueri-Sorocaba

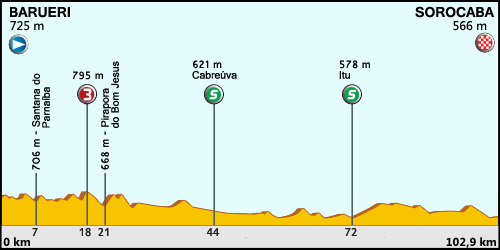
Altimetria da 1ª etapa

A primeira etapa da Volta Ciclística de São Paulo 2014 foi realizada dia 9 de fevereiro e percorreu 103 quilômetros entre Barueri e Sorocaba. A etapa apresentava pouca dificuldade para o pelotão e esperava-se uma chegada com pelotão compacto e decisão no sprint.
Durante os primeiros quilômetros da prova, o pelotão permaneceu compacto, alcançando a meta de montanha de categoria 3, aos 18 quilômetros de prova, ainda sem nenhum ataque com sucesso. João Marcelo Gaspar (Ironage - Colner) foi o primeiro na meta de montanha e se tornou o primeiro líder desta classificação na prova. Logo após o prêmio de montanha, com cerca de 35 quilômetros percorridos, uma fuga dominada pela Funvic Brasilinvest-São José dos Campos se estabeleceu, incluindo: o atual campeão Magno Prado Nazaret, Flávio Cardoso, Alex Diniz, Juan Sebastian Tamayo e Kléber Ramos, todos da Funvic, e também Edson Calderon (4-72 Colombia) e Willian Chiarello (São Lucas Saúde - Americana). O grupo rapidamente abriu 2 minutos de vantagem sobre o pelotão principal, cruzando ambas as metas volantes da etapa na liderança, que foram vencidas, respectivamente, por Alex Diniz e Flávio Cardoso. A 85 quilômetros da chegada, o grupo mantinha uma liderança de 2' 16" sobre o pelotão, sendo agora composto por somente 5 atletas - Kléber Ramos, que acabou caindo, e Edson Calderon foram re-integrados ao pelotão.
Nos últimos 18 quilômetros da etapa, o pelotão ganhou considerável terreno sobre os escapados, reduzindo a diferença em quase 1 minuto e meio. Ainda assim, não foi suficiente para evitar que a fuga cruzasse a linha de chegada na frente, com Flávio Cardoso levando a vitória, assumindo a liderança tanto na classificação geral como na classificação por pontos. O pelotão, composto por 53 ciclistas, completou a etapa 50 segundos após o vencedor, liderados na chegada pelo italiano Omar Bertazzo (Androni Giocattoli - Venezuela), que bateu os demais no sprint pela 6ª colocação. Com os segundos bônus, Cardoso passou a liderar a prova por 1' 03" sobre os ciclistas que completaram a etapa no pelotão.
|   | País     | Ciclista              | Equipe                       | Tempo      |
| - | -------- | --------------------- | ---------------------------- | ---------- |
| 1 | Brasil   | Flávio Cardoso        | Funvic - São José dos Campos | 2h 13' 42" |
| 2 | Brasil   | Alex Diniz            | Funvic - São José dos Campos | m.t.       |
| 3 | Brasil   | Willian Chiarello     | São Lucas Saúde - Americana  | m.t.       |
| 4 | Colômbia | Juan Sebastian Tamayo | Funvic - São José dos Campos | m.t.       |
| 5 | Brasil   | Magno Prado Nazaret   | Funvic - São José dos Campos | m.t.       |

|   | País     | Ciclista              | Equipe                       | Tempo      |
| - | -------- | --------------------- | ---------------------------- | ---------- |
| 1 | Brasil   | Flávio Cardoso        | Funvic - São José dos Campos | 2h 13' 29" |
| 2 | Brasil   | Alex Diniz            | Funvic - São José dos Campos | + 2"       |
| 3 | Brasil   | Willian Chiarello     | São Lucas Saúde - Americana  | + 8"       |
| 4 | Brasil   | Magno Prado Nazaret   | Funvic - São José dos Campos | + 11"      |
| 5 | Colômbia | Juan Sebastian Tamayo | Funvic - São José dos Campos | + 12"      |

### Etapa 2:Sorocaba-Botucatu

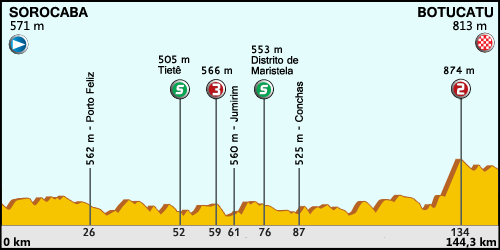
Altimetria da 2ª etapa

A segunda etapa da prova foi realizada dia 10 de fevereiro e percorreu 144 quilômetros entre Sorocaba e Botucatu. O percurso era plano pela maior parte do trajeto, mas, a cerca de 17 quilômetros do fim, os ciclistas enfrentariam uma subida de categoria 2 de cerca de 7 quilômetros a 5,2% de inclinação (ganho vertical de 377 metros), com a chegada localizada a cerca de 10 quilômetros do topo da subida.
Como na primeira etapa, no começo da prova, ocorreram diversos ataques, mas o pelotão reagia de modo rápido e eles eram neutralizados. Foi só pouco antes da primeira meta volante que uma fuga comandada pela Equipe UFF de Ciclismo conseguiu se estabelecer, cruzando em primeiro na primeira meta volante, vencida por Felipe Marques, e na primeira meta de montanha, vencida por Emerson Santos - ambos da UFF. Entretanto, o grupo foi neutralizado após o prêmio de montanha, e o pelotão chegou sem fugas na segunda meta volante do dia - vencida por Alex Diniz à frente do camisa amarela Flávio Cardoso, ambos da Funvic Brasilinvest - São José dos Campos. Logo após a passagem pela meta, Fábio Ribeiro (Suzano - DSW Automotive) atacou sozinho, chegando a abrir 30 segundos de vantagem para o pelotão, mas foi neutralizado pouco antes da subida final.
Na decisiva subida, um grupo de 11 atletas conseguiu se desgarrar dos demais e alcançou o prêmio de montanha na frente. O colombiano Óscar Sánchez foi o primeiro no prêmio, mas o detentor da camisa de montanha, João Marcelo Gaspar, foi o terceiro, coletando 4 pontos e mantendo a liderança na classificação. Entre o grupo, estavam 4 ciclistas da líder por equipes Funvic Brasilinvest - São José dos Campos, incluindo 3 dos 4 que haviam escapado na etapa anterior - quem havia ficado no pelotão era justamente o líder geral Flávio Cardoso.
Os escapados se mantiveram à frente do pelotão, abrindo uma vantagem de um minuto. A poucos quilômetros do fim, o líder de montanha João Marcelo Gaspar acabou caindo (recebendo, nos resultados, o mesmo tempo do grupo em que estava pois faltavam menos de 3 quilômetros para a chegada). A 800 metros do fim, o colombiano Juan Sebastian Tamayo (Funvic Brasilinvest - São José dos Campos) atacou e abriu uma pequena vantagem, suficiente para vencer a etapa isolado. Óscar Sevilla (EPM - UNE) foi o mais rápido no sprint pela 2ª colocação, liderando os demais na chegada 3 segundos após o vencedor. O segundo pelotão, composto por 19 ciclistas - entre eles, o camisa amarela Flávio Cardoso - alcançou a chegada 1 minuto e 3 segundos após o vencedor. Com isso, Alex Diniz, que foi o 3º colocado na etapa, se tornou o novo líder da prova. Ele também assumiu a liderança da classificação por pontos, ao passo que sua equipe, a Funvic Brasilinvest - São José dos Campos, aumentou ainda mais sua liderança na classificação por equipes, passando a ter uma vantagem de 4' 32" para a segunda colocada, a 4-72 Colombia.
|   | País     | Ciclista              | Equipe                         | Tempo      |
| - | -------- | --------------------- | ------------------------------ | ---------- |
| 1 | Colômbia | Juan Sebastian Tamayo | Funvic - São José dos Campos   | 3h 18' 41" |
| 2 | Espanha  | Óscar Sevilla         | EPM - UNE                      | + 3"       |
| 3 | Brasil   | Alex Diniz            | Funvic - São José dos Campos   | + 3"       |
| 4 | Colômbia | Diego Ochoa           | 4-72 Colombia                  | + 3"       |
| 5 | Itália   | Patrick Facchini      | Androni Giocattoli - Venezuela | + 3"       |

|   | País     | Ciclista              | Equipe                       | Tempo      |
| - | -------- | --------------------- | ---------------------------- | ---------- |
| 1 | Brasil   | Alex Diniz            | Funvic - São José dos Campos | 5h 32' 08" |
| 2 | Colômbia | Juan Sebastian Tamayo | Funvic - São José dos Campos | + 4"       |
| 3 | Brasil   | Willian Chiarello     | São Lucas Saúde - Americana  | + 13"      |
| 4 | Brasil   | Magno Prado Nazaret   | Funvic - São José dos Campos | + 16"      |
| 5 | Espanha  | Óscar Sevilla         | EPM - UNE                    | + 1' 02"   |

### Etapa 3:Botucatu-Brotas

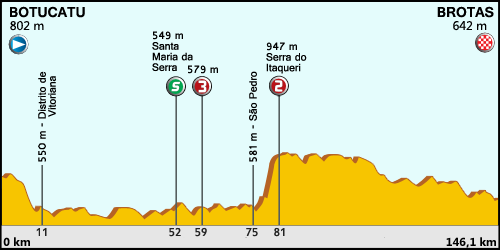
Altimetria da 3ª etapa

Realizada dia 11 de fevereiro, a terceira etapa da prova percorreu 146 quilômetros entre Botucatu e Brotas. A principal dificuldade do dia foi a subida da Serra do Itaqueri, logo após a passagem por São Pedro. Em seu total, são 7 quilômetros de subida a 6% de inclinação, mas seu trecho mais duro é composto por 2 quilômetros de subida a 11% de inclinação.
Logo no começo da prova, um grupo de 9 ciclistas conseguiu estabelecer uma fuga, abrindo, com 35 quilômetros percorridos, 2 minutos de vantagem para o pelotão, o qual era liderado pela Funvic Brasilinvest-São José dos Campos. A fuga cruzou na liderança os dois primeiros prêmios da etapa: na meta volante, o argentino Daniel Juarez (Ironage - Colner) foi o primeiro, enquanto Cristian Egídio (Clube DataRo de Ciclismo) foi o mais rápido a alcançar a meta de montanha, de categoria 3.
Conforme os ciclistas se aproximavam da principal subida do dia, a vantagem da fuga foi gradualmente diminuindo, e por fim, os escapados foram alcançados pelo pelotão principal na subida da Serra do Itaqueri. Durante a subida, o líder da classificação de montanha, João Marcelo Gaspar, se desgarrou dos demais e cruzou sozinho o prêmio de montanha de categoria 2, ampliando sua vantagem nessa classificação. No prêmio de montanha, cerca de 15 ciclistas viriam a se desgarrar dos demais - entre eles, 4 da equipe líder Funvic Brasilinvest-São José dos Campos - abrindo cerca de 50 segundos do pelotão principal e mantendo a vantagem até o final. Nos últimos quilômetros, Magno Prado Nazaret, Juan Sebastian Tamayo e Óscar Sevilla conseguiram se desgarrar dos demais, disputando a vitória no sprint, no qual Nazaret foi o mais rápido, vencendo a etapa. O camisa amarela Alex Diniz chegou em 4º lugar, poucos segundos após Nazaret, e, com isso, a liderança da classificação geral passou para as mãos de seu companheiro de equipe Juan Sebastian Tamayo.
|   | País     | Ciclista              | Equipe                       | Tempo      |
| - | -------- | --------------------- | ---------------------------- | ---------- |
| 1 | Brasil   | Magno Prado Nazaret   | Funvic - São José dos Campos | 3h 24' 09" |
| 2 | Espanha  | Óscar Sevilla         | EPM - UNE                    | m.t.       |
| 3 | Colômbia | Juan Sebastian Tamayo | Funvic - São José dos Campos | m.t.       |
| 4 | Brasil   | Alex Diniz            | Funvic - São José dos Campos | + 6"       |
| 5 | Brasil   | João Marcelo Gaspar   | Ironage - Colner             | + 12"      |

|   | País     | Ciclista              | Equipe                       | Tempo      |
| - | -------- | --------------------- | ---------------------------- | ---------- |
| 1 | Colômbia | Juan Sebastian Tamayo | Funvic - São José dos Campos | 8h 56' 17" |
| 2 | Brasil   | Alex Diniz            | Funvic - São José dos Campos | + 6"       |
| 3 | Brasil   | Magno Prado Nazaret   | Funvic - São José dos Campos | + 6"       |
| 4 | Brasil   | Willian Chiarello     | São Lucas Saúde - Americana  | + 27"      |
| 5 | Espanha  | Óscar Sevilla         | EPM - UNE                    | + 56"      |

### Etapa 4:Brotas:Contra-RelógioIndividual

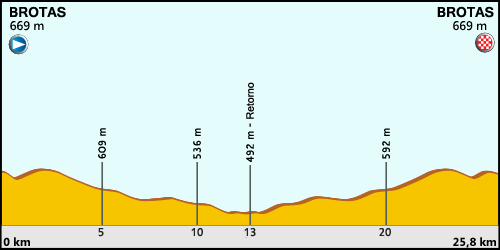
Altimetria da 4ª etapa

A 4ª etapa da prova, será realizada dia 12 de fevereiro, foi o único contra-relógio individual do evento. Percorrendo 25,8 quilômetros com largada e chegada em Brotas, a prova favoreceu os especialistas na modalidade com um percurso pouco técnico, com algumas subidas na segunda metade e vento. O defensor do título Magno Prado Nazaret, que venceu o contra-relógio na edição de 2012 da prova, confirmou o favoritismo e garantiu sua segunda vitória de etapa seguida, concluindo a etapa em um tempo de 30 minutos e 57 segundos, em uma velocidade média de 50,016 km/h. O camisa amarela da prova Juan Sebastian Tamayo foi o 26º, 3 minutos e 22 segundos mais lento que Nazaret e caiu para a 5ª colocação na classificação geral, enquanto o defensor do título se tornou o novo líder da prova. Alex Diniz, que foi o 8º na etapa, continuou ocupando a 2ª colocação na classificação geral, agora com uma diferença de 1' 51" para Nazaret, enquanto o espanhol Óscar Sevilla, que foi o 2º na etapa, subiu da 5ª para a 3ª colocação geral, com um déficit de quase 2 minutos e meio para o camisa amarela.
|   | País    | Ciclista            | Equipe                       | Tempo    |
| - | ------- | ------------------- | ---------------------------- | -------- |
| 1 | Brasil  | Magno Prado Nazaret | Funvic - São José dos Campos | 30' 57"  |
| 2 | Espanha | Óscar Sevilla       | EPM - UNE                    | + 1' 36" |
| 3 | Brasil  | Flávio Cardoso      | Funvic - São José dos Campos | + 1' 36" |
| 4 | Brasil  | Cristian Egídio     | Clube DataRo de Ciclismo     | + 1' 46" |
| 5 | Brasil  | João Marcelo Gaspar | Ironage - Colner             | + 1' 47" |

|   | País     | Ciclista              | Equipe                       | Tempo      |
| - | -------- | --------------------- | ---------------------------- | ---------- |
| 1 | Brasil   | Magno Prado Nazaret   | Funvic - São José dos Campos | 9h 27' 20" |
| 2 | Brasil   | Alex Diniz            | Funvic - São José dos Campos | + 1' 51"   |
| 3 | Espanha  | Óscar Sevilla         | EPM - UNE                    | + 2' 26"   |
| 4 | Brasil   | João Marcelo Gaspar   | Ironage - Colner             | + 3' 01"   |
| 5 | Colômbia | Juan Sebastian Tamayo | Funvic - São José dos Campos | + 3' 16"   |

### Etapa 5:Brotas-Águas de Lindóia

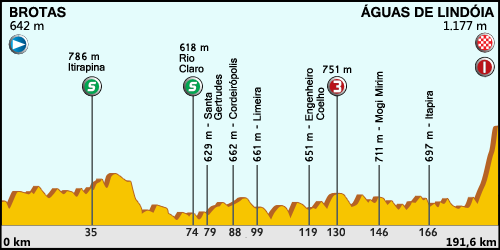
Altimetria da 5ª etapa

A quinta etapa da prova percorreu 192 quilômetros entre Brotas e Águas de Lindóia - sendo assim a etapa mais longa do evento - e foi a primeira etapa de montanha da prova, com chegada no alto, a 1.177 metros de altitude. A subida final percorria cerca de 9 quilômetros a 5,4% de inclinação. O trecho mais duro eram os três últimos quilômetros, que, com média de 9,6% de inclinação, tem trechos nos quais a inclinação ultrapassa 13%.
Pela maior parte do dia, o ritmo da etapa foi ditado por uma fuga de cerca de 17 ciclistas, que chegou a abrir 3 minutos e meio de vantagem para o pelotão. Na primeira meta de montanha da etapa, a fuga foi fracionada e a fuga principal passou a ser composta por 5 ciclistas, enquanto os demais foram gradualmente reintegrados ao pelotão principal. A fuga manteve uma vantagem de 2 minutos por algum tempo, mas o pelotão, liderado pela Funvic Brasilinvest-São José dos Campos, alcançou os escapados logo no começo da subida final. Em seguida, João Marcelo Gaspar atacou, sendo seguido de perto por Alex Diniz. Os dois rapidamente abriram uma vantagem para os demais e se isolaram na liderança, até que Gaspar deixou Diniz para trás nos quilômetros finais e comemorou a vitória isolado, repetindo o triunfo do Desafio das Américas de Ciclismo de 2013, no qual havia ganhado a etapa de montanha, a qual percorreu a mesma subida em Águas de Lindóia. O camisa amarela Magno Prado Nazaret chegou em 4º lugar, 24 segundos após Gaspar, e manteve a liderança da prova.
|   | País    | Ciclista            | Equipe                       | Tempo      |
| - | ------- | ------------------- | ---------------------------- | ---------- |
| 1 | Brasil  | João Marcelo Gaspar | Ironage - Colner             | 4h 41' 20" |
| 2 | Brasil  | Alex Diniz          | Funvic - São José dos Campos | + 4"       |
| 3 | Brasil  | Kléber Ramos        | Funvic - São José dos Campos | + 24"      |
| 4 | Brasil  | Magno Prado Nazaret | Funvic - São José dos Campos | + 24"      |
| 5 | Espanha | Óscar Sevilla       | EPM - UNE                    | + 30"      |

|   | País    | Ciclista            | Equipe                       | Tempo       |
| - | ------- | ------------------- | ---------------------------- | ----------- |
| 1 | Brasil  | Magno Prado Nazaret | Funvic - São José dos Campos | 14h 09' 04" |
| 2 | Brasil  | Alex Diniz          | Funvic - São José dos Campos | + 1' 25"    |
| 3 | Brasil  | João Marcelo Gaspar | Ironage - Colner             | + 2' 27"    |
| 4 | Espanha | Óscar Sevilla       | EPM - UNE                    | + 2' 32"    |
| 5 | Brasil  | Willian Chiarello   | São Lucas Saúde - Americana  | + 3' 55"    |

### Etapa 6:Lindóia-Atibaia

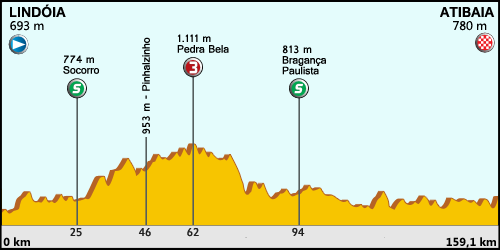
Altimetria da 6ª etapa

A sexta etapa da Volta Ciclística de São Paulo foi realizada dia 14 de fevereiro e percorreu 159 quilômetros entre Lindóia e Atibaia. Além de apresentar algumas subidas durante o trajeto, a chegada em Atibaia consiste em uma das principais dificuldades da etapa, uma chegada de 1 quilômetro de subida em paralelepípedos.
Durante a etapa, uma fuga de 14 ciclistas conseguiu se desgarrar e mantinha uma vantagem de cerca de 2 minutos para o pelotão, quando, pouco antes do primeiro prêmio de montanha do dia, José Eriberto e Murilo Affonso, ambos da Ironage-Colner, que estavam entre os escapados, atacaram seus companheiros de fuga e passaram a liderar a prova sozinhos. Faltando 25 quilômetros para o fim da etapa, os demais ciclistas da fuga foram alcançados pelo pelotão, enquanto Eriberto e Affonso permaneciam isolados na liderança, cerca de 3 minutos à frente do pelotão principal. A dupla manteve a vantagem até o final e os ciclistas da Ironage cruzaram a linha de chegada sozinhos, com José Eriberto, campeão da Volta de São Paulo de 2011, ficando com a vitória de etapa. O pelotão alcançou a chegada pouco mais de 1 minuto após Eriberto; o camisa amarela Magno Prado Nazaret foi o mais rápido no trecho final e chegou em 3º, conquistando ainda uma vantagem de 3 segundos para os demais ciclistas do pelotão e mantendo, por mais um dia, a liderança da classificação geral.
|   | País   | Ciclista            | Equipe                       | Tempo      |
| - | ------ | ------------------- | ---------------------------- | ---------- |
| 1 | Brasil | José Eriberto       | Ironage - Colner             | 3h 41' 33" |
| 2 | Brasil | Murilo Affonso      | Ironage - Colner             | m.t.       |
| 3 | Brasil | Magno Prado Nazaret | Funvic - São José dos Campos | + 1' 13"   |
| 4 | Brasil | João Marcelo Gaspar | Ironage - Colner             | + 1' 16"   |
| 5 | Brasil | Alex Diniz          | Funvic - São José dos Campos | + 1' 16"   |

|   | País    | Ciclista            | Equipe                       | Tempo       |
| - | ------- | ------------------- | ---------------------------- | ----------- |
| 1 | Brasil  | Magno Prado Nazaret | Funvic - São José dos Campos | 17h 51' 46" |
| 2 | Brasil  | Alex Diniz          | Funvic - São José dos Campos | + 1' 32"    |
| 3 | Brasil  | João Marcelo Gaspar | Ironage - Colner             | + 2' 34"    |
| 4 | Espanha | Óscar Sevilla       | EPM - UNE                    | + 2' 39"    |
| 5 | Brasil  | Willian Chiarello   | São Lucas Saúde - Americana  | + 4' 21"    |

### Etapa 7:Atibaia-Monte Verde(MG)

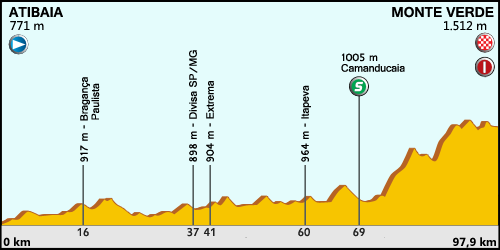
Altimetria da 7ª etapa

A penúltima etapa da prova foi realizada dia 15 de fevereiro, largando em Atibaia e percorrendo 98 quilômetros até Monte Verde, em Minas Gerais. Foi a primeira vez que a Volta Ciclística de São Paulo teve um trajeto fora do estado de São Paulo. A etapa foi a segunda etapa de montanha da prova, com chegada no alto, a 1554 metros de altitude, sendo o trecho mais alto pelo qual o percurso do evento em 2014 passou. No caminho para Monte Verde, o pelotão enfrentou mais de 16 quilômetros de subida, totalizando um ganho vertical de mais de 600 metros; em diversos trechos, a inclinação ultrapassou os 10% de média.
No começo da etapa, houve diversas tentativas de fuga, mas todas foram neutralizadas quando o pelotão começou as subidas finais em direção a Monte Verde. Durante a subida, nenhum ataque teve sucesso suficiente para manter a vantagem até o final e um grupo de cerca de 15 ciclistas liderava a prova se aproximando da chegada em Monte Verde. Nos quilômetros finais, Walter Pedraza, Edson Calderon e José Jailson Diniz atacaram e abriram uma pequena vantagem para os demais, conseguindo mantê-la até a chegada. Os três disputaram a vitória de etapa no sprint, no qual Walter Pedraza foi o mais rápido, cruzando a linha em primeiro. Os demais ciclistas chegaram 7 segundos após o vencedor, com o camisa amarela Magno Prado Nazaret completando a prova junto ao grupo, na 11ª colocação, e praticamente garantindo a vitória geral da prova, restando apenas uma etapa plana para o fim.
|   | País      | Ciclista           | Equipe                         | Tempo      |
| - | --------- | ------------------ | ------------------------------ | ---------- |
| 1 | Colômbia  | Walter Pedraza     | EPM - UNE                      | 2h 33' 57" |
| 2 | Colômbia  | Edson Calderon     | 4-72 Colombia                  | m.t.       |
| 3 | Brasil    | José Jailson Diniz | Route Bike Giant Team          | + 3"       |
| 4 | Venezuela | Yonder Godoy       | Androni Giocattoli - Venezuela | + 7"       |
| 5 | Brasil    | Willian Chiarello  | São Lucas Saúde - Americana    | + 7"       |

|   | País    | Ciclista            | Equipe                       | Tempo       |
| - | ------- | ------------------- | ---------------------------- | ----------- |
| 1 | Brasil  | Magno Prado Nazaret | Funvic - São José dos Campos | 20h 25' 50" |
| 2 | Brasil  | Alex Diniz          | Funvic - São José dos Campos | + 1' 32"    |
| 3 | Brasil  | João Marcelo Gaspar | Ironage - Colner             | + 2' 34"    |
| 4 | Espanha | Óscar Sevilla       | EPM - UNE                    | + 2' 39"    |
| 5 | Brasil  | Willian Chiarello   | São Lucas Saúde - Americana  | + 4' 21"    |

### Etapa 8:São Paulo(circuito) - Copa da República de Ciclismo

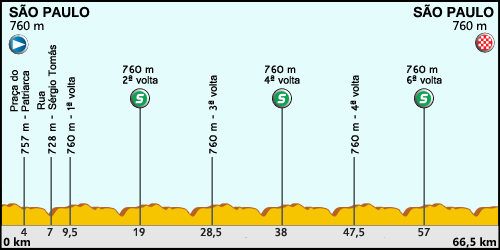
Altimetria da 8ª etapa

A Volta Ciclística de São Paulo de 2014 foi concluída no centro da capital do estado, em um circuito de 9,5 quilômetros na Praça da República em torno do qual o pelotão percorreu 7 voltas, totalizando 66,5 quilômetros; assim, foi a etapa mais curta da prova. A etapa também foi válida como a edição de 2014 da Copa da República de Ciclismo.
Durante a etapa, houve várias tentativas de fuga, mas o pelotão mantinha uma alta velocidade e nenhum ataque teve sucesso até o fim da etapa. As três metas volantes foram vencidas, respectivamente, por João Marcelo Gaspar, José Eriberto e Murilo Affonso, todos da Ironage - Colner, mas não tiveram influência no resultado final da classificação por pontos, na qual Alex Diniz manteve a liderança.
Com o pelotão compacto na última volta, os velocistas se prepararam para o sprint; foi a única das 8 etapas que terminou no sprint compacto, e portanto, foi a melhor chance para uma vitória de etapa por parte dos velocistas. Nilceu dos Santos (Clube DataRo de Ciclismo) foi o mais rápido e garantiu a vitória, à frente do russo Kirill Sveshnikov e do holandês Kenny van Hummel. Francisco Chamorro foi o 4º lugar na prova, tendo sido prejudicado por um acidente nos últimos 100 metros que causou a queda do russo Alexander Serov. As rodas de Serov e Chamorro se encostaram, levando Serov ao chão e, embora Chamorro não tenha caído, sua bicicleta ficou danificada, impedindo-o de continuar pedalando. Com a vitória, Nilceu dos Santos se juntou à Rodrigo de Melo Brito e Francisco Chamorro como os maiores vencedores da Copa da República de Ciclismo; os três ciclistas possuem três vitórias do evento cada um.
O líder da classificação geral Magno Prado Nazaret completou a prova junto com o pelotão, na 33ª colocação, e confirmou o bicampeonato da Volta Ciclística de São Paulo. Nenhuma classificação teve mudança na liderança, mas houve uma mudança no Top 10 da classificação geral: Óscar Sánchez, que antes da etapa era o 6º colocado geral, completou a etapa 9 minutos após Nilceu dos Santos, e, com isso, caiu para a 16ª colocação na classificação geral. 78 ciclistas completaram a edição 2014 da Volta Ciclística de São Paulo.
| Resultado Etapa 8 \| \| País \| Ciclista \| Equipe \| Tempo \| \| - \| ---- \| ------------------ \| ------------------------------ \| ---------- \| \| 1 \| \| Nilceu dos Santos \| Clube DataRo de Ciclismo \| 1h 05' 44" \| \| 2 \| \| Kirill Sveshnikov \| Seleção da Rússia \| m.t. \| \| 3 \| \| Kenny van Hummel \| Androni Giocattoli - Venezuela \| m.t. \| \| 4 \| \| Francisco Chamorro \| Funvic - São José dos Campos \| m.t. \| \| 5 \| \| Samuel Caldeira \| OFM - Quinta da Lixa \| m.t. \| |               |                    |                                |            |
| | País          | Ciclista           | Equipe                         | Tempo      |
| 1 | Brasil        | Nilceu dos Santos  | Clube DataRo de Ciclismo       | 1h 05' 44" |
| 2 | Rússia        | Kirill Sveshnikov  | Seleção da Rússia              | m.t.       |
| 3 | Países Baixos | Kenny van Hummel   | Androni Giocattoli - Venezuela | m.t.       |
| 4 | Argentina     | Francisco Chamorro | Funvic - São José dos Campos   | m.t.       |
| 5 | Portugal      | Samuel Caldeira    | OFM - Quinta da Lixa           | m.t.       |

## Resultados Finais
| Classificação Geral após Etapa 8 (Resultado final) \| \| País \| Ciclista \| Equipe \| Tempo \| \| -- \| ---- \| ------------------- \| ------------------------------ \| ----------- \| \| 1 \| \| Magno Prado Nazaret \| Funvic - São José dos Campos \| 21h 54' 38" \| \| 2 \| \| Alex Diniz \| Funvic - São José dos Campos \| + 1' 27" \| \| 3 \| \| João Marcelo Gaspar \| Ironage - Colner \| + 2' 29" \| \| 4 \| \| Óscar Sevilla \| EPM - UNE \| + 2' 39" \| \| 5 \| \| Willian Chiarello \| São Lucas Saúde - Americana \| + 4' 25" \| \| 6 \| \| Walter Pedraza \| EPM - UNE \| + 7' 53" \| \| 7 \| \| Alan Maniezzo \| São Lucas Saúde - Americana \| + 8' 07" \| \| 8 \| \| Juan Villegas \| 4-72 Colombia \| + 8' 46" \| \| 9 \| \| Yonder Godoy \| Androni Giocattoli - Venezuela \| + 9' 05" \| \| 10 \| \| Gregory Panizo \| Clube DataRo de Ciclismo \| + 9' 26" \| |           |                     |                                |             |
| | País      | Ciclista            | Equipe                         | Tempo       |
| 1 | Brasil    | Magno Prado Nazaret | Funvic - São José dos Campos   | 21h 54' 38" |
| 2 | Brasil    | Alex Diniz          | Funvic - São José dos Campos   | + 1' 27"    |
| 3 | Brasil    | João Marcelo Gaspar | Ironage - Colner               | + 2' 29"    |
| 4 | Espanha   | Óscar Sevilla       | EPM - UNE                      | + 2' 39"    |
| 5 | Brasil    | Willian Chiarello   | São Lucas Saúde - Americana    | + 4' 25"    |
| 6 | Colômbia  | Walter Pedraza      | EPM - UNE                      | + 7' 53"    |
| 7 | Brasil    | Alan Maniezzo       | São Lucas Saúde - Americana    | + 8' 07"    |
| 8 | Colômbia  | Juan Villegas       | 4-72 Colombia                  | + 8' 46"    |
| 9 | Venezuela | Yonder Godoy        | Androni Giocattoli - Venezuela | + 9' 05"    |
| 10 | Brasil    | Gregory Panizo      | Clube DataRo de Ciclismo       | + 9' 26"    |

|   | País    | Ciclista            | Equipe                       | Pontos |
| - | ------- | ------------------- | ---------------------------- | ------ |
| 1 | Brasil  | Alex Diniz          | Funvic - São José dos Campos | 37 pts |
| 2 | Brasil  | Magno Prado Nazaret | Funvic - São José dos Campos | 33 pts |
| 3 | Brasil  | Flávio Cardoso      | Funvic - São José dos Campos | 25 pts |
| 4 | Espanha | Óscar Sevilla       | EPM - UNE                    | 23 pts |
| 5 | Brasil  | Murilo Affonso      | Ironage - Colner             | 22 pts |

|   | País     | Ciclista            | Equipe                       | Pontos |
| - | -------- | ------------------- | ---------------------------- | ------ |
| 1 | Brasil   | João Marcelo Gaspar | Ironage - Colner             | 25 pts |
| 2 | Brasil   | José Eriberto       | Ironage - Colner             | 12 pts |
| 3 | Colômbia | Óscar Sánchez       | Funvic - São José dos Campos | 12 pts |
| 4 | Colômbia | Walter Pedraza      | EPM - UNE                    | 9 pts  |
| 5 | Brasil   | Kléber Ramos        | Funvic - São José dos Campos | 9 pts  |

|   | País      | Ciclista                   | Equipe                         | Pontos      |
| - | --------- | -------------------------- | ------------------------------ | ----------- |
| 1 | Brasil    | João Marcelo Gaspar        | Ironage - Colner               | 21h 57' 07" |
| 2 | Venezuela | Yonder Godoy               | Androni Giocattoli - Venezuela | + 6' 36"    |
| 3 | Colômbia  | Diego Ochoa                | 4-72 Colombia                  | + 7' 03"    |
| 4 | Rússia    | Kirill Sveshnikov          | Seleção da Rússia              | + 9' 53"    |
| 5 | Brasil    | Carlos Henrique dos Santos | Start - Trigon Cycling Team    | + 20' 19"   |

|   | País     | Equipe                                          | Tempo       |
| - | -------- | ----------------------------------------------- | ----------- |
| 1 | Brasil   | Funvic Brasilinvest - São José dos Campos       | 65h 48' 07" |
| 2 | Colômbia | EPM - UNE                                       | + 20' 09"   |
| 3 | Brasil   | Clube DataRo de Ciclismo - Bottecchia           | + 23' 53"   |
| 4 | Colômbia | 4-72 Colombia                                   | + 29' 30"   |
| 5 | Brasil   | São Lucas Saúde - Giant - Bontrager - Americana | + 30' 32"   |

## Evolução dos Líderes
| Etapa | Vencedor              | Classificação Geral   | Classificação de Pontos | Classificação de Montanha | Classificação Sub-23 | Classificação por Equipes               |
| ----- | --------------------- | --------------------- | ----------------------- | ------------------------- | -------------------- | --------------------------------------- |
| 1     | Flávio Cardoso        | Flávio Cardoso        | Flávio Cardoso          | João Marcelo Gaspar       | João Marcelo Gaspar  | Funvic Brasilinvest-São José dos Campos |
| 2     | Juan Sebastian Tamayo | Alex Diniz            | Alex Diniz              | João Marcelo Gaspar       | Diego Ochoa          | Funvic Brasilinvest-São José dos Campos |
| 3     | Magno Prado Nazaret   | Juan Sebastian Tamayo | Alex Diniz              | João Marcelo Gaspar       | João Marcelo Gaspar  | Funvic Brasilinvest-São José dos Campos |
| 4     | Magno Prado Nazaret   | Magno Prado Nazaret   | Alex Diniz              | João Marcelo Gaspar       | João Marcelo Gaspar  | Funvic Brasilinvest-São José dos Campos |
| 5     | João Marcelo Gaspar   | Magno Prado Nazaret   | Alex Diniz              | João Marcelo Gaspar       | João Marcelo Gaspar  | Funvic Brasilinvest-São José dos Campos |
| 6     | José Eriberto         | Magno Prado Nazaret   | Alex Diniz              | João Marcelo Gaspar       | João Marcelo Gaspar  | Funvic Brasilinvest-São José dos Campos |
| 7     | Walter Pedraza        | Magno Prado Nazaret   | Alex Diniz              | João Marcelo Gaspar       | João Marcelo Gaspar  | Funvic Brasilinvest-São José dos Campos |
| 8     | Nilceu dos Santos     | Magno Prado Nazaret   | Alex Diniz              | João Marcelo Gaspar       | João Marcelo Gaspar  | Funvic Brasilinvest-São José dos Campos |
| Final | Final                 | Magno Prado Nazaret   | Alex Diniz              | João Marcelo Gaspar       | João Marcelo Gaspar  | Funvic Brasilinvest-São José dos Campos |

Notas
- Na etapa 2, Alex Diniz, líder empatado com Flávio Cardoso na classificação por pontos, foi quem vestiu a camisa branca com bolas azuis, pois Cardoso, a quem os critérios de desempate favoreciam, já vestia a camisa amarela de líder geral durante essa etapa.
- Na etapa 3, Flávio Cardoso, segundo colocado na classificação por pontos, foi quem vestiu a camisa branca com bolas azuis, pois Alex Diniz, o primeiro colocado, já vestia a camisa amarela de líder geral durante essa etapa.
- Na etapa 2 e nas etapas 4, 5, 6 e 7, Diego Ochoa, segundo colocado na classificação sub-23, foi quem vestiu a camisa branca, pois João Marcelo Gaspar, o primeiro colocado, já vestia a camisa branca com bolas vermelhas de líder de montanha durante essa etapa.
- Na 8, Yonder Godoy, segundo colocado na classificação sub-23, foi quem vestiu a camisa branca, pois João Marcelo Gaspar, o primeiro colocado, já vestia a camisa branca com bolas vermelhas de líder de montanha durante essa etapa.